# Linda Mazri
Linda Mazri (arabisch ليندا مازري; * 21. Dezember 2001 in El Biar, Algier) ist eine algerische Badmintonspielerin. Sie gewann zwei Mal die Afrikameisterschaft und ein Mal bei den Afrikaspielen.

## Karriere
Mazri gab 2011 ihr internationales Debüt bei Juniorenwettkämpfen und wurde 2014 ins algerische Nationalteam aufgenommen. Bei der Juniorenafrikameisterschaft in Casablanca im folgenden Jahr erreichte sie im Dameneinzel, im Damendoppel an der Seite von Sirine Ibrahim und im Mixed mit Samy Khaldi den zweiten Platz. Im Erwachsenenbereich erreichte Mazri im Individualwettkampf den dritten Platz bei den Ethiopia International 2017 und wurde im Doppel und Mixed Zweite. Bei den Morocco International 2017 und den Egypt International 2017 stand sie mit Halla Bouksani auf dem Podium. Außerdem erspielte sie bei acht internationalen Wettbewerben der Junioren die Titel. Bei den internationalen Meisterschaften von Algerien im Jahr 2018 zog sie zwei Mal ins Endspiel ein und wurde bei den Uganda International 2018 Dritte. Bei den African Youth Games 2018 triumphierte Mazri mit dem Damenteam und im Damendoppel und erreichte das Finale im Einzel, in dem sie gegen ihre Doppelpartnerin unterlag.
Im gleichen Jahr wurde sie in ihrem Heimatland mit Koceila Mammeri als erste Algerierin Afrikameisterin im Badminton und gewann die Bronzemedaille mit Bouksani. Bei der Afrikanischen Mannschaftsmeisterschaft wurde sie mit der algerischen Nationalmannschaft Dritte. 2019 kam Mazri bei den Kenya International, Egypt International und Cameroon International unter die besten drei im Mixed und wurde in Kamerun ebenfalls im Damendoppel Dritte. Mit Mammeri verteidigte sie ihren Titel bei der Kontinentalmeisterschaft gegen das nigerianische Duo Joseph Abah Eneojo und Peace Orji in drei Sätzen. Auch bei den Afrikaspielen siegte Mazri im Gemischten Doppel und zog mit der algerischen Nationalmannschaft ins Endspiel des Mannschaftswettkampfs ein. Im Folgejahr scheiterte sie mit der algerischen Mannschaft im Finale der Afrikameisterschaft 2020 gegen Ägypten und unterlag im Endspiel des Mixed-Wettkampfs gegen die Ägypter Doha Hany und Adham Hatem Elgamal. Im folgenden Jahr gewann Mazri erneut mit dem algerischen Team bei der Kontinentalmeisterschaft 2021 die Silbermedaille.

## Sportliche Erfolge
| Jahr | Veranstaltung                    | Platz | Disziplin   | Spielpartner       |
| ---- | -------------------------------- | ----- | ----------- | ------------------ |
| 2016 | Juniorenafrikameisterschaft 2016 | 2.    | Damendoppel | Sirine Ibrahim     |
| 2016 | Juniorenafrikameisterschaft 2016 | 2.    | Mixed       | Samy Khaldi        |
| 2016 | Juniorenafrikameisterschaft 2016 | 2.    | Dameneinzel |                    |
| 2017 | Algeria Juniors 2017             | 1.    | Damendoppel | Halla Bouksani     |
| 2017 | Algeria Juniors 2017             | 1.    | Mixed       | Sifeddine Larbaoui |
| 2017 | Ivory Coast Juniors 2017         | 1.    | Damendoppel | Halla Bouksani     |
| 2017 | Ivory Coast Juniors 2017         | 1.    | Mixed       | Sifeddine Larbaoui |
| 2017 | Ivory Coast Juniors 2017         | 2.    | Dameneinzel |                    |
| 2017 | Mauritius Juniors 2017           | 1.    | Damendoppel | Halla Bouksani     |
| 2017 | Mauritius Juniors 2017           | 2.    | Dameneinzel |                    |
| 2017 | South Africa Juniors 2017        | 1.    | Damendoppel | Halla Bouksani     |
| 2017 | Zambia Juniors 2017              | 1.    | Damendoppel | Halla Bouksani     |
| 2017 | Egypt Juniors 2017               | 1.    | Damendoppel | Halla Bouksani     |
| 2018 | African Youth Games 2018         | 1.    | Damendoppel | Halla Bouksani     |
| 2018 | African Youth Games 2018         | 2.    | Dameneinzel |                    |
| 2018 | African Youth Games 2018         | 1.    | Mannschaft  | Algerien           |
| 2018 | Uganda Juniors 2018              | 1.    | Damendoppel | Halla Bouksani     |
| 2018 | Uganda Juniors 2018              | 1.    | Mixed       | Sifeddine Larbaoui |
| 2018 | Uganda Juniors 2018              | 2.    | Dameneinzel |                    |

| Jahr | Veranstaltung               | Platz | Disziplin   | Spielpartner                |
| ---- | --------------------------- | ----- | ----------- | --------------------------- |
| 2017 | Morocco International 2017  | 3.    | Damendoppel | Halla Bouksani              |
| 2017 | Egypt International 2017    | 3.    | Damendoppel | Halla Bouksani              |
| 2017 | Ethiopia International 2017 | 2.    | Damendoppel | Halla Bouksani              |
| 2017 | Ethiopia International 2017 | 2.    | Mixed       | Sifeddine Larbaoui          |
| 2017 | Ethiopia International 2017 | 3.    | Dameneinzel |                             |
| 2018 | Algeria International 2018  | 2.    | Damendoppel | Halla Bouksani              |
| 2018 | Algeria International 2018  | 2.    | Dameneinzel |                             |
| 2018 | Uganda International 2018   | 3.    | Damendoppel | Halla Bouksani              |
| 2018 | Afrikameisterschaft 2018    | 1.    | Mixed       | Koceila Mammeri             |
| 2018 | Afrikameisterschaft 2018    | 3.    | Damendoppel | Halla Bouksani              |
| 2018 | Afrikameisterschaft 2018    | 3.    | Mannschaft  | Algerien                    |
| 2019 | Kenya International 2019    | 3.    | Mixed       | Koceila Mammeri             |
| 2019 | Egypt International 2019    | 3.    | Mixed       | Koceila Mammeri             |
| 2019 | Cameroon International 2019 | 3.    | Mixed       | Mohamed Abdelaziz Ouchefoun |
| 2019 | Cameroon International 2019 | 3.    | Damendoppel | Halla Bouksani              |
| 2019 | Afrikameisterschaft 2019    | 1.    | Mixed       | Koceila Mammeri             |
| 2019 | Afrikaspiele 2019           | 1.    | Mixed       | Koceila Mammeri             |
| 2020 | Afrikameisterschaft 2020    | 2.    | Mixed       | Koceila Mammeri             |
| 2020 | Afrikameisterschaft 2020    | 2.    | Mannschaft  | Algerien                    |
| 2021 | Afrikameisterschaft 2021    | 2.    | Mannschaft  | Algerien                    |